# Equisetum telmateia
Equisetum telmateia es una especie de Equisetum (cola de caballo) con una distribución inusual, con una subespecie nativa de Europa, el oeste de Asia y el noroeste de África, y una segunda subespecie nativa del oeste de América del Norte.

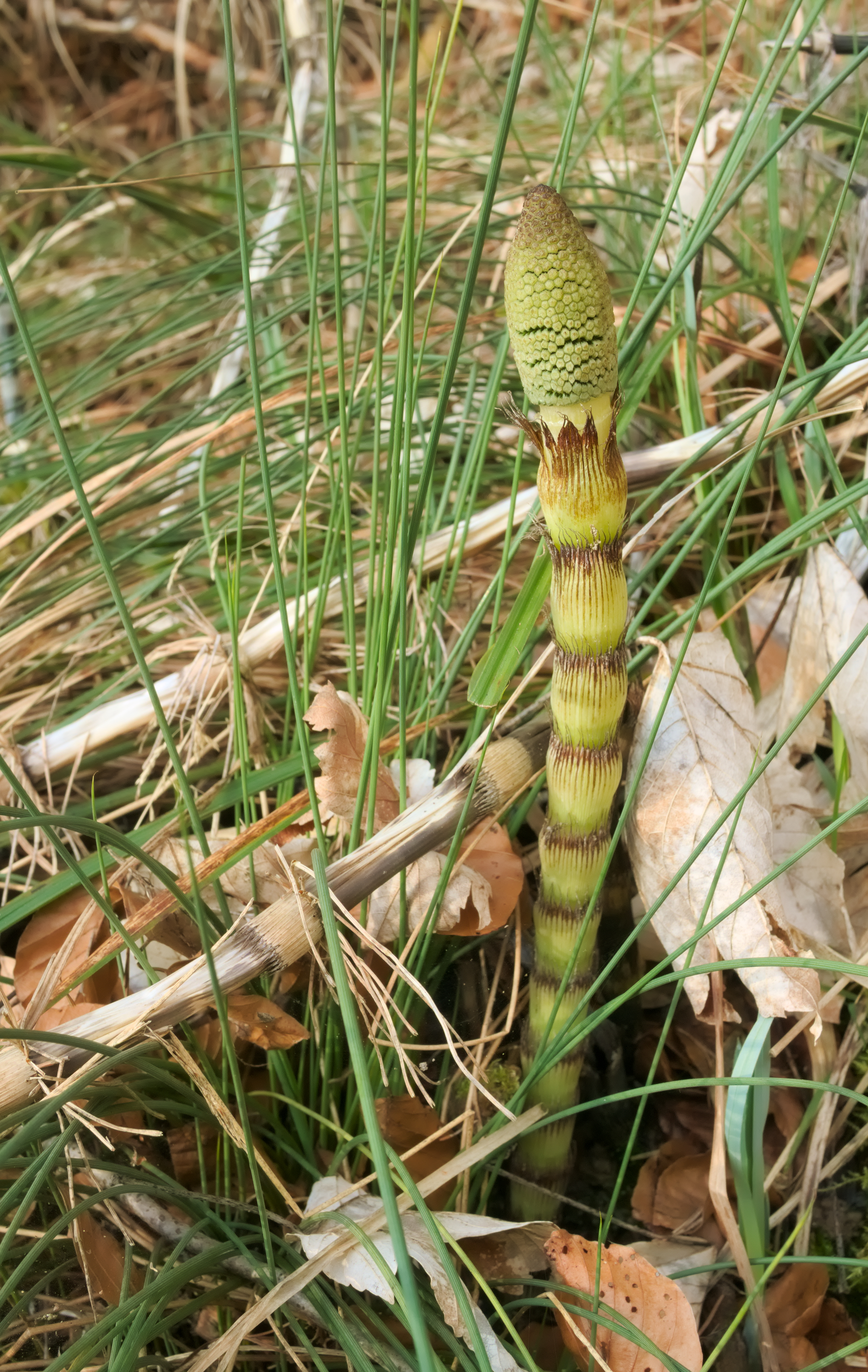
Estróbilo portador de esporas

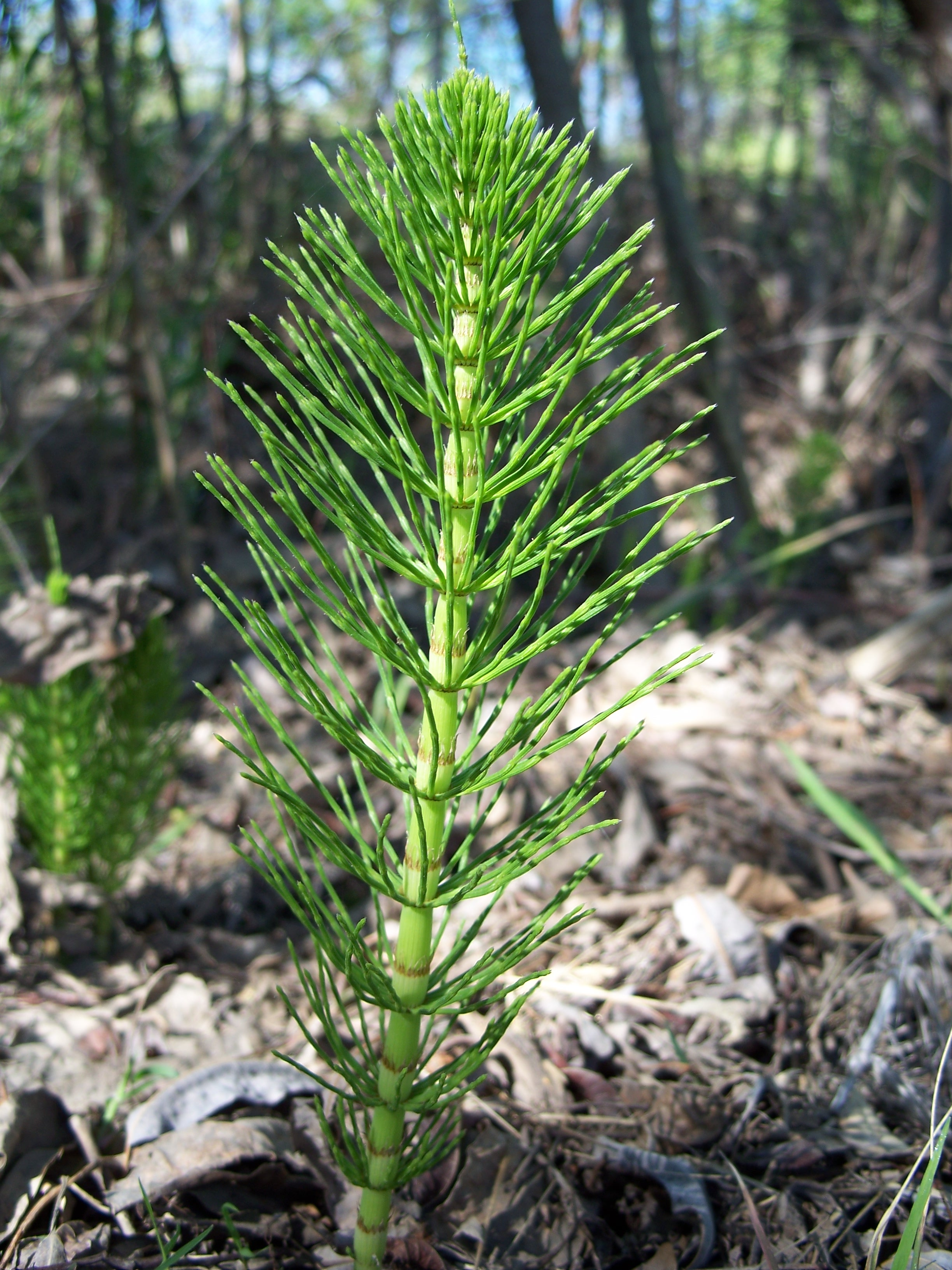
Equisetum braunii, San José, California

## Descripción
Se trata de una planta herbácea perenne, con tallos separados verdes fotosintéticos y estériles y amarillento pálido no fotosintéticos. Los tallos estériles, se producen a finales de primavera y mueren en el final del otoño, miden de 30 a 150 cm (raramente a 240 cm) de altura (la especie más alta de cola de caballo fuera de las regiones tropicales) y 1 cm de diámetro, muy ramificado, con espirales de 14 -40 ramas, estas hasta 20 cm de largo, 1-2 mm de diámetro y no ramificado, que salen de las axilas de un anillo de brácteas. La tallos fértiles se producen a principios de la primavera antes de los brotes estériles, creciendo a 15-45 cm de altura, con un estróbilo apical portador de esporas de 4-10 cm de largo y 1-2 cm de ancho, y sin ramas laterales; las esporas se dispersan a mediados de primavera, con los tallos que mueren inmediatamente después de la liberación de las esporas. También se propaga por medio de rizomas que se han observado que penetran hasta los 4 metros en suelo de arcilla húmeda, extendiéndose lateralmente en capas múltiples. las plantas ocasionales producen tallos que son a la vez fértil y fotosintética.
Se encuentra en lugares húmedos sombríos, primavera pantanos y filtraciones líneas, generalmente en bosques abiertos, comúnmente formando grandes colonias clonales.
Hay dos subespecies: 
- Equisetum telmateia telmateia: Europa, Asia occidental, el noroeste de África. Tallo principal entre verticilos pálido ramo blanco verdoso.
- Equisetum telmateia braunii: El oeste de América del Norte, desde el sureste de Alaska y el oeste de la Columbia Británica al sur de California. Tallo principal entre verticilos rama verde.

## Propiedades
Utilizado como diurético, remineralizante, hemostático y astringente.
Indicado para estados en los que se requiera un aumento de la diuresis: afecciones genitourinarias (cistitis, ureteritis, uretritis, pielonefritis, oliguria, urolitiasis), hiperazotemia, hiperuricemia, gota, hipertensión arterial, edemas, sobrepeso acompañado de retención de líquidos. Consolidación de fracturas; epistaxis, metrorragias. 
Principios activos
Saponósidos: equisetósido; flavonoides, sales de potasio y sílice, trazas de alcaloides: nicotina, palustrina.

## Taxonomía
Equisetum telmateia fue descrita por Jakob Friedrich Ehrhart y publicado en Hannoverisches Magazin 21: 287. 1783.
Etimología
Equisetum: nombre genérico que proviene del latín: equus = (caballo) y seta (cerda).
telmateia: epíteto
Sinonimia
- Equisetum majus Garsault[8]